# Rajd Włoch 1974

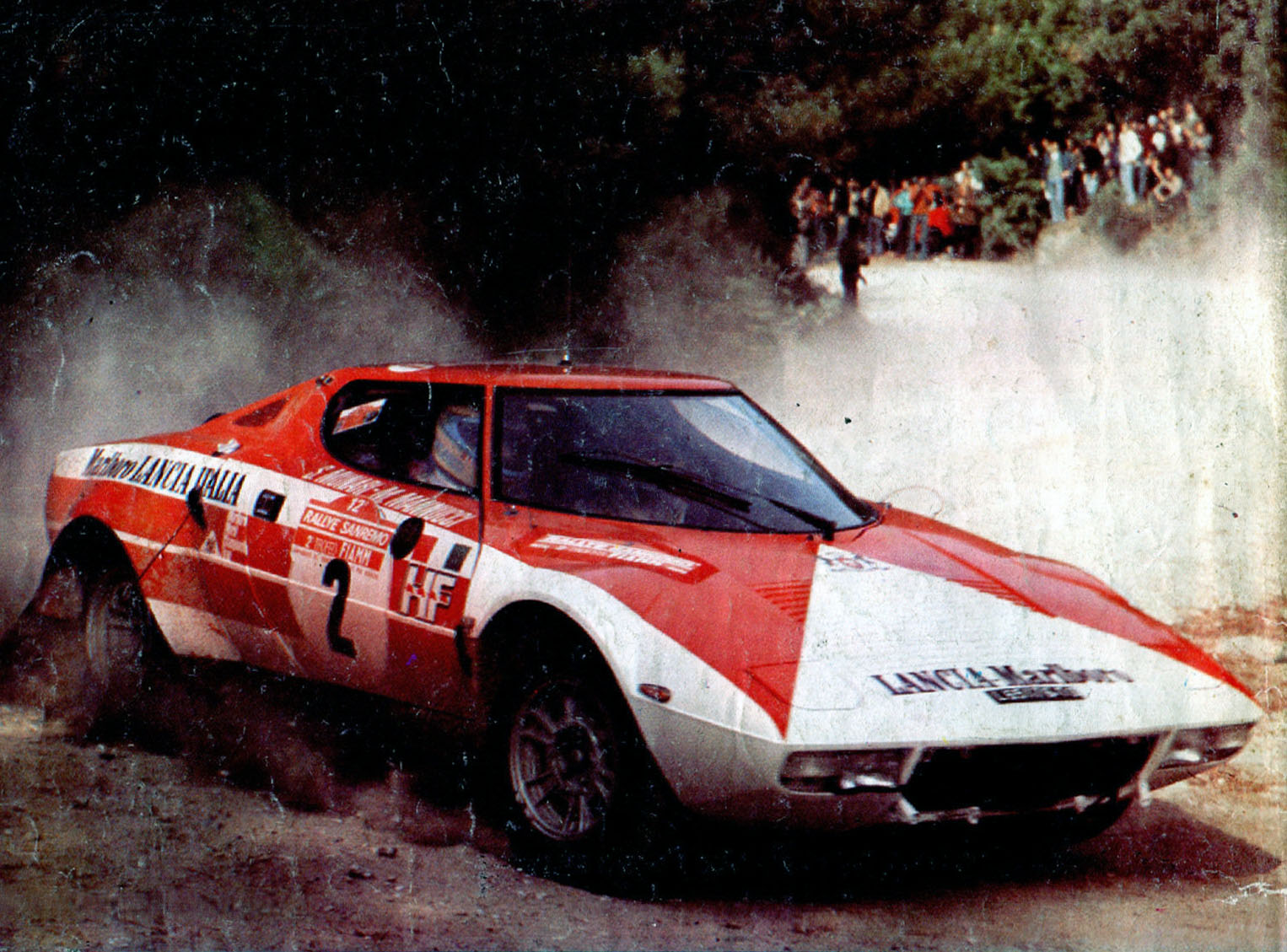
Sandro Munari podczas rajdu

Rajd San Remo 1974 – Rajd Włoch (16. Rallye Sanremo) – 16 Rajd San Remo rozgrywany we Włoszech w dniach 2–5 października. Była to czwarta runda Rajdowych Mistrzostw Świata w roku 1974. Rajd został rozegrany na nawierzchni asfaltowej. Bazą rajdu było miasto San Remo.

## Zwycięzcy odcinków specjalnych[1]
| Etap | Data             | OS | Godzina | Nazwa             | Długość  | Zwycięzca             | Czas | Śred. pręd. | Lider rajdu           |
| ---- | ---------------- | -- | ------- | ----------------- | -------- | --------------------- | ---- | ----------- | --------------------- |
| 1    | 2-3 października | 1  | b.d.    | Monte Ceppo       | 17,50 km | Amilcare Ballestrieri | b.d. | b.d.        | Amilcare Ballestrieri |
| 1    | 2-3 października | 2  | b.d.    | Teglia            | 13,30 km | Sandro Munari         | b.d. | b.d.        | Sandro Munari         |
| 1    | 2-3 października | 3  | b.d.    | Colle d´Oggia     | 5,80 km  | Sandro Munari         | b.d. | b.d.        | Sandro Munari         |
| 1    | 2-3 października | 4  | b.d.    | Ginestro          | 8,30 km  | Sandro Munari         | b.d. | b.d.        | Sandro Munari         |
| 1    | 2-3 października | 5  | b.d.    | Garlanda          | 5,00 km  | Sergio Barbasio       | b.d. | b.d.        | Sandro Munari         |
| 1    | 2-3 października | 6  | b.d.    | Colle di Cosio    | 5,00 km  | Sandro Munari         | b.d. | b.d.        | Sergio Barbasio       |
| 1    | 2-3 października | 7  | b.d.    | La Salse          | 7,60 km  | Markku Alén           | b.d. | b.d.        | Sergio Barbasio       |
| 1    | 2-3 października | 8  | b.d.    | Passo Prale       | 8,30 km  | Sergio Barbasio       | b.d. | b.d.        | Sergio Barbasio       |
| 1    | 2-3 października | 9  | b.d.    | Colle Scravaion   | 5,80 km  | Sandro Munari         | b.d. | b.d.        | Sergio Barbasio       |
| 1    | 2-3 października | 10 | b.d.    | Pian dei Corsi    | 11,65 km | Markku Alén           | b.d. | b.d.        | Sandro Munari         |
| 1    | 2-3 października | 11 | b.d.    | Santuario         | 5,00 km  | Markku Alén           | b.d. | b.d.        | Sandro Munari         |
| 1    | 2-3 października | 12 | b.d.    | Colle Giovetti    | 6,50 km  | Markku Alén           | b.d. | b.d.        | Sandro Munari         |
| 1    | 2-3 października | 13 | b.d.    | Colle San Giacomo | 7,50 km  | Giulio Bisulli        | b.d. | b.d.        | Sandro Munari         |
| 1    | 2-3 października | 14 | b.d.    | Passo Prale       | 8,30 km  | Sandro Munari         | b.d. | b.d.        | Sandro Munari         |
| 1    | 2-3 października | 15 | b.d.    | Colle Scravaion   | 5,80 km  | Sandro Munari         | b.d. | b.d.        | Sandro Munari         |
| 1    | 2-3 października | 16 | b.d.    | Pian dei Corsi    | 11,65 km | Markku Alén           | b.d. | b.d.        | Sandro Munari         |
| 1    | 2-3 października | 17 | b.d.    | Santuario         | 5,00 km  | Markku Alén           | b.d. | b.d.        | Sandro Munari         |
| 1    | 2-3 października | 18 | b.d.    | Colle Giovetti    | 6,50 km  | Sandro Munari         | b.d. | b.d.        | Sandro Munari         |
| 1    | 2-3 października | 19 | b.d.    | Colle San Giacomo | 7,50 km  | Giulio Bisulli        | b.d. | b.d.        | Sandro Munari         |
| 1    | 2-3 października | 20 | b.d.    | La Salse          | 7,50 km  | Giulio Bisulli        | b.d. | b.d.        | Sandro Munari         |
| 1    | 2-3 października | 21 | b.d.    | Colle di Cosio    | 5,00 km  | Markku Alén           | b.d. | b.d.        | Sandro Munari         |
| 1    | 2-3 października | 22 | b.d.    | Garlanda          | 5,00 km  | Markku Alén           | b.d. | b.d.        | Sandro Munari         |
| 1    | 2-3 października | 23 | b.d.    | Colle d´Oggia     | 5,80 km  | Sandro Munari         | b.d. | b.d.        | Sandro Munari         |
| 1    | 2-3 października | 24 | b.d.    | Teglia            | 10,00 km | Sandro Munari         | b.d. | b.d.        | Sandro Munari         |
| 1    | 2-3 października | 25 | b.d.    | Monte Ceppo       | 17,50 km | Markku Alén           | b.d. | b.d.        | Sandro Munari         |
|      |                  |    |         |                   |          |                       |      |             | Sandro Munari         |
| 2    | 4-5 października | 26 | b.d.    | San Romolo        | 8,30 km  | Sandro Munari         | b.d. | b.d.        | Sandro Munari         |
| 2    | 4-5 października | 27 | b.d.    | Gouta 1           | 30,00 km | Markku Alén           | b.d. | b.d.        | Sandro Munari         |
| 2    | 4-5 października | 28 | b.d.    | Ghimbegna         | 25,00 km | Markku Alén           | b.d. | b.d.        | Sandro Munari         |
| 2    | 4-5 października | 29 | b.d.    | Teglia            | 13,30 km | Giulio Bisulli        | b.d. | b.d.        | Sandro Munari         |
| 2    | 4-5 października | 30 | b.d.    | Colle di Cosio    | 9,15 km  | Sandro Munari         | b.d. | b.d.        | Sandro Munari         |
| 2    | 4-5 października | 31 | b.d.    | Colle d´Oggia     | 9,15 km  | Sandro Munari         | b.d. | b.d.        | Sandro Munari         |
| 2    | 4-5 października | 32 | b.d.    | Ceriana           | 11,60 km | Sandro Munari         | b.d. | b.d.        | Sandro Munari         |
| 2    | 4-5 października | 33 | b.d.    | Gouta             | 30,00 km | Giulio Bisulli        | b.d. | b.d.        | Sandro Munari         |
| 2    | 4-5 października | 34 | b.d.    | Monte Ceppo       | 17,50 km | Giulio Bisulli        | b.d. | b.d.        | Sandro Munari         |
| 2    | 4-5 października | 35 | b.d.    | Colle d’Oggia     | 9,15 km  | Giulio Bisulli        | b.d. | b.d.        | Sandro Munari         |
| 2    | 4-5 października | 36 | b.d.    | Colle di Cosio    | 9,15 km  | Giulio Bisulli        | b.d. | b.d.        | Sandro Munari         |
| 2    | 4-5 października | 37 | b.d.    | Teglia            | 10,00 km | Gabriele Sciascia     | b.d. | b.d.        | Sandro Munari         |
| 2    | 4-5 października | 38 | b.d.    | Langan            | 23,30 km | Shekhar Mehta         | b.d. | b.d.        | Sandro Munari         |

## Wyniki końcowe rajdu[2]
| Msc. | Kierowca                     | Pilot              | Samochód                   | Czas     | Strata   | Punkty |
| ---- | ---------------------------- | ------------------ | -------------------------- | -------- | -------- | ------ |
| 1    | Sandro Munari                | Mario Mannucci     | Lancia Stratos HF          | 9:12.43  | 0.0      | 20     |
| 2.   | Giulio Bisulli               | Francesco Rossetti | Fiat Abarth 124 Rallye     | 9:20.30  | +7.47    | 15     |
| 3.   | Alfredo Fagnola              | Elvio Novarese     | Opel Ascona                | 9:56.09  | +43.26   | 12     |
| 4.   | Shekhar Mehta                | Martin Holmes      | Lancia Beta Coupé          | 9:58.38  | +45.55   |        |
| 5.   | Gualberto Carducci Artenisio | Dino Defendenti    | Porsche 911                | 10:05.59 | +53.16   | 8      |
| 6.   | Mido Morielli                | Carlo Zamunaro     | Lancia Fulvia 1.6 Coupé HF | 10:13.12 | +1:00.29 |        |
| 7.   | Renzo Magnani                | A. Valentino       | Lancia Fulvia 1.6 Coupé HF | 10:15.10 | +1:02.27 |        |
| 8.   | Alain Errani                 | Vincent Laverne    | Opel Ascona                | 10:17.14 | +1:04.31 |        |
| 9.   | Paolo Isnardi                | Simone Scimone     | Opel Ascona                | 10:24.24 | +1:11.41 |        |
| 10.  | Giorgio Bramino              | Giorgio d'Angelo   | Opel Ascona                | 10:27.15 | +1:14.32 |        |

## Klasyfikacja producentów po 4 rundach
| Lp. | Producent  | Pkt. |
| --- | ---------- | ---- |
| 1   | Fiat       | 48   |
| 2   | Lancia     | 32   |
| 3   | Ford       | 24   |
| 4   | Porsche    | 23   |
| 5   | Mitsubishi | 15   |

- Uwaga: Tabela obejmuje tylko pięć pierwszych miejsc.